# 高承睿
高承睿（2004年12月25日—），台灣乒乓球運動員、國立體育大學球類運動技術學系在讀中；教練為台灣知名國手莊智淵。2024年與莊智淵、林昀儒等人參與世界乒乓球团体锦标赛獲得銅牌，取得參加巴黎奧運桌球男子團體賽的資格，並以世界排名第32的成績與林昀儒一同代表中華台北出戰巴黎奧運桌球男子單打比賽與男子團體比賽，男單止步16強、男團止步8強；同年8月加入德甲聯賽富爾達-馬伯策爾RS球隊。2025年參與2025年夏季世界大學運動會桌球比賽，在男子團體賽與馮翊新、黃彥誠、張秉丞共同取得世大運台灣賽史上首面金牌。

## 生平
高承睿出生於台北市，因其姊姊練習桌球的緣故，3歲起便拿著鍋鏟學習，於4歲加入臺北市松山區民權國民小學桌球隊，並在小學四年級入選少年國手。國小畢業後，高承睿為追隨他的偶像﹑被稱為桌球教父的莊智淵而前往高雄市到其開設的智淵乒乓球館受訓。
國中和高中階段皆就讀於高雄市大榮劍橋國際雙語學校。2023年完成高中學業後，就讀於國立體育大學球類運動技術學系。2024年，農業部特別邀請代表臺灣參加巴黎奧運、外號「柚子同學」的桌球國手高承睿推廣文旦柚，影片於8月29日正式曝光。

## 歷年戰績／榮譽

### 2019年
- 108年15歲青少年國手第1名、選入亞洲青少年錦標賽中華代表隊
- 2019台北青少年公開賽 單打金牌、男雙銀牌、團體銅牌
- 香港青少年公開賽 男雙冠軍、男團亞軍

### 2020年
- 首度入選國家成人代表隊[12]

### 2021年
- 青少年國手選拔賽第一名[13]

### 2022年
- 111年全國中等學校運動會高男組 單打金牌
- 2022亞洲青少年桌球錦標賽 男單銀牌
- 2022WTT青少年常規挑戰賽 西班牙阿羅堡站 男單金牌
- 2022世界中學生運動會 男單銀牌、男團銀牌、男雙銀牌
- 2022WTT青少年常規挑戰賽 西班牙阿羅堡站 U19組別男單金牌
- 2022亞洲青少年乒乓球錦標賽 U19組別 男單銀牌[14]

### 2023年
- 2023 亞洲桌球錦標賽 男子團體銀牌
- 2023 WTT捷克支線賽 男子單打銀牌
- 2023 WTT秘魯挑戰賽 男子單打銀牌[15]

### 2024年
- 113年度中華民國桌球協會國手排名第三[16]
- 2024年世界乒乓球团体锦标赛 男團銅牌
- 2024WTT球星挑战赛曼谷站 男雙亞軍[17]
- 2024年夏季奧林匹克運動會乒乓球男子單打比賽十六強
- 2024年夏季奧林匹克運動會乒乓球男子團體比賽八強（與莊智淵、林昀儒）
- 2024WTT冠軍賽澳門站 四強
- 2024WTT大滿貫賽中國站 十六強

### 2025年
- 2025WTT大滿貫賽新加坡站 男單十六強
- 2025WTT大滿貫賽新加坡站 男雙亞軍 (搭檔林昀儒)
- 2025年世界乒乓球錦標賽 男雙銀牌 (搭檔林昀儒)
- 2025年夏季世界大學運動會乒乓球比賽 男團金牌

## 廣告代言
- 2024年 農業部農糧署《台灣文旦柚》[11]

## 外部連結
- 高承睿的Instagram帳戶
- 高承睿在2024巴黎奧運會上的資料 （页面存档备份，存于）（简体中文）
- 高承睿在世界桌球職業聯盟的資料 （页面存档备份，存于）（英文）